# مشكين شهر
مشكين شهر (بالفارسية: مشگین‌شهر) هي مدينة تقع في إيران في البلدة المركزية. يقدر عدد سكانها بـ 90,000 نسمة ومساحتها 15 كم2 .

## أعلام
- علي مشكيني